# Eburophora octoguttata
Eburophora octoguttata là một loài bọ cánh cứng trong họ Cerambycidae.